# Мулан: Принцесата войн
„Мулан: Принцесата войн“ (на английски: Kung Fu Mulan) е китайска компютърна анимация от 2020 г. на режисьора Лео Лиао, по сценарий на Роджър Чен, и е базиран на китайския фолклор „Балада за Мулан“.
В България филмът е пуснат по кината на 7 януари 2022 г. от bTV Studios. Дублажът е нахсинхронен в Андарта Студио. Ролите се озвучават от Елена Грозданова (Мулан), Георги Стоянов, Камен Асенов, Иван Велчев, Константин Лунгов, Светломир Радев, Явор Караиванов, Анислав Лазаров, Цветослава Симеонова, Мина Костова и други. Режисьор на дублажа е Кирил Бояджиев.